# Zombie Hunters 2
Zombie Hunters 2 (Simple 2000 Series Volume 101: The OneeChampon -The Oneechan 2 Special Chapter )  é um videogame que foi desenvolvido pela empresa japonesa Tamsoft e publicado pela empresa D3 Publisher para a plataforma PlayStation 2.  É o segundo jogo da série Oneechanbara do gênero Hack and slash, fazendo parte da coleção Simple 200º Series, uma gama japonesa de videogames baratos. Começou a ser comercializado no Japão em 29 de junho de 2006 e na Europa no dia 28 de setembro de 2007, não havendo versão em inglês.
O jogo possui quatro modos de ser jogado: “Story Mode”, “Survival Mode”, “Practice Mode” e o “Quest Mode". O primeiro é o modo de jogo principal, o segundo consiste em rodadas de ataques de sobrevivência, no qual os pontos de experiência obtidos neste modo também servem para aumentar as características do personagem. O terceiro modo é uma maneira muito útil de dominar os movimentos e perfeito "Cool Combos", e o último modo propõe várias tarefas secundárias que, se completadas, podem ser obtidas recompensas para o jogador, como papéis de parede para os menus. O game está disponível em inglês, francês e alemão.  Na versão europeia, as vozes foram excluídas por estarem originalmente no idioma japonês, assim, os diálogos do jogo são todos escritos.

## História
O jogo se passa em um cenário dos dias atuais, mas possui um estilo, Exploitation fiction, estilo famoso na década de 70, com violência e gore elevados, com personagens com apelo sexual.A história do jogo é composta por oito missões do modo principal, que o jogador deve ir eliminando os exércitos de zumbis das ruas. Aya a personagem principal do jogo faz três tipos de lutas diferentes: luta com espadas ou facas e ainda utiliza chutes. Trecho da narração de Aya no início do game: “Meu nome é Aya. Eu sou a descendente de uma série de assassinos que usam espadas voltando a centenas de anos. Tenho uma irmã, Saki, que carrega o mesmo sangue que eu. Desde uma tragédia brutal há 49 dias, ela tem não conseguido recuperar a consciência. Então, um dia, enquanto estava sendo transferida para outro hospital, ela desapareceu. Ela foi levada por alguém? Ou ... ela decidiu ir embora por conta própria? Tudo o que havia lá era uma ambulância manchada de sangue carmesim. Desesperada por encontrar minha irmã, não perdi tempo em seguir sua trilha...".
Uma das maiores diferenças desse jogo, com a do primeiro jogo da série, é o desenvolvimento do modo campanha de poder jogar cooperativamente. O jogador pode controlar dois personagens na mesma missão, tendo o controle direto sobre um personagem e o outro ficando em reserva. Também é possível que um segundo jogador participe do jogo, embora ele deve aguardar que o jogador 1 vença para jogar. Além disso, no final da primeira fase de cada história, independente do personagem escolhido, é desbloqueado uma personagem secundária, o que possibilita ter ajuda de cura e ataque do outro personagem em batalhas.

## Personagens
Aya: É a personagem principal. Foi criada pelo pai que a lhe ensino a manusear espadas. É considerada uma mulher atraente, mas é introvertida, de poucas palavras. Ela possui duas espadas, sabendo usar as duas durante uma batalha. Aya veste um biquíni e um cachecol, botas e um chapéu de vaqueiro.
Riho Futaba: Riho é uma jovem muito bonita, ruiva e uma estrela de cinema. Ela canta, dança e atua em filmes. Ao participar de um blockbuster de grande orçamento, sua irmã Makoto desaparece. Sua aventura começa tentando  procurá-la. Manuseia muito bem uma espada, seu principal meio de defesa e luta. Ela veste um biquíni azul. Por aparecer em vários jogos da D3 Publisher, a personagem já foi  considerada por muito tempo, como a “mascote”  da empresa.
Makoto Futaba: É a irma mais nova de Riho. Após o surgimento dos zumbis em Tóquio, ela percorre, armada com uma espada, a cidade em busca da família e de sua casa. Makoto veste um maio e uma camisa esportiva.
Saki: É a irmã mais nova de Aya e uma personagem importante para a história do jogo. Saki é especialista em artes marciais e usa também sua Katana. Morena, com duas tranças nos cabelos, ela veste seu uniforme de uma típica estudante japonesa.
Hana: É uma ciborgue que estava em uma missão com a sua irmã, Kiku. Contudo, foram teletransportadas por um portal misterioso para o passado, a 100 antes, aparecendo em Tóquio no momento que os zumbis ocupavam a cidade. Sua aventura se torna lutar para a sua  sobrevivência e da irmã e voltar para a sua época original. Hana é personagem de outro jogo da D3 Publisher, The Senko, intitulado na Europa como “Dragon Sisters”, sendo feito também para o Playstation 2.  Hana ataca com uma lâmina que está presa ao braço e, como em seu jogo original, ele é especialista em socos. Ela pode ser desbloqueada para ser jogada pelo jogador, caso ele  tiver um jogo do “Dragon Sisters” no seu cartão de memória, ou completar todas as tarefas secundárias no "Quest Mode".
Kiku: É a irmã da Hana que também aparece no jogo “Dragon Sisters”. Ela é desbloqueada também para o  jogador, juntamente com a o desbloqueio da personagem Hana.  Kiku também ataca com uma lâmina que está presa ao braço, mas, ao contrário de sua irmã, é especialista em chutes.
Reiko: Mulher misteriosa que fica com o rosto coberto no início do jogo, com um capacete de motocicleta. Reiko é uma mulher forte que domina os conflitos nas ruas de Tóquio contra os zumbis, possuindo grande habilidade com espadas e artes marciais, usando também uma espingarda.  As razões pelas quais ela persegue Aya e Saki são desconhecidas ao longo do jogo.
Eva: Ela é a chefe final do jogo, mas o jogador pode desbloqueá-la para ser uma personagem jogável que pode ajudar Aya e Saki no “Story Mode” no nível difícil. Eva possui longos cabelos loiros, presos em um rabo de cavalo, veste um vestido místico e está armada com uma espada de serpente que lhe dá grande força e velocidade. O traje da personagem foi baseado em outra personagem Sofia, da empresa Tamsoft, do jogo Battle Arena Toshinden 3. Eva é uma das causadoras da invasão de zumbis na cidade de Tóquio.

## Técnicas de Jogo
No início do jogo você pode escolher qual personagem quer jogar, ou a personagem principal Aya ou Riho Futaba. Dependendo da escolha do personagem, a história se modifica. O jogo permite que você desenvolva vários tipos de ataques, incluindo alguns mais poderosos que diminuem a vida do personagem. O melhor ataque que permite que se derrote inimigos mais rápido é o "Cool Combo" que consiste em ataques sucessivos com a espada continuamente, pressionando o botão de ataque, quando a espada se conecta com o corpo do inimigo. Desta forma, os golpes são muito mais fortes e a corrente de golpes não para, embora para isso, o jogador deve aumentar o nível suficiente dos personagens para que possam aprender a fazer esses combos por mais tempo.
Os ataques também podem deixar a espada cada vez mais fraca, chegando a ficarem vulneráveis, como a lâmina ficar presa no corpo de algum zumbi. No "Berserk Mode" os ataques ficam cada vez mais fortes, a defesa fica cada vez mais fraca e o Heath Points Bar(HP) diminui gradualmente. Para acabar com o efeito é necessário ir ao encontro de uma estátua santa ou usar um power up para o efeito. Quando o jogador elimina cada inimigo, aparecem bolas luminosas de cor dourada que fornecem pontos de experiência ao serem coletados. Com eles  é possível aumentar os atributos de Aya como força, alcance, tamanho de barra de vitalidade ou novos movimentos.

## Versão Europeia
Devido à mudança de distribuidores, o título do jogo não corresponde ao da entrega anterior. O primeiro videogame da série Oneechanbara apareceu na Europa com o título Zombie Zone em 21 de outubro de 2005, distribuído pela empresa Proein. Posteriormente, em 23 de março de 2007,  apareceu no mercado Zombie Hunters distribuído pela Virgin Play, cujo título japonês original é The Oneechan Special Chapter que era uma versão estendida de Zombie Zone com mais conteúdo, mais personagens, mais figurinos e várias melhorias. No Japão quando foi criado e distribuído o segundo game, The Onechanbara 2 em  22 de dezembro de 2005, ele não foi distribuído na Europa. Foi a versão estendida desse segundo game da série, com mais personagens, figurinos e melhorias que foi  distribuído na Europa, meses depois do lançamento dessa versão no Japão. O nome do jogo assim, na versão europeia foi chamada de Zombie Hunters 2.
A principal diferença da versão europeia para a original japonesa, é a eliminação dos diálogos com as vozes dos personagens. Na versão japonesa, Aya poderia ser ouvida narrando a história entre uma  missão e outra, enquanto o texto do que ela diz aparece na tela. Na versão europeia não se tem a voz de nenhum personagem, apenas os textos. Na  versão japonesa na momento da troca do personagem para a continuação de uma batalha, como por exemplo, quando o jogador trica a personagem Aya pela irmã Saki,   é possível ouvir Aya chamando a irmã.  Na versão europeia, as meninas apenas fazem um grito japonês típico quando são trocadas. Além disso, algumas cenas de vídeo que apareceram na versão japonesa foram omitidas na versão europeia. Também vale a pena notar que a versão japonesa original foi colocada à venda em formato de DVD-ROM, enquanto a versão europeia é em CD-ROM.

## Recepção e Crítica
Embora no Japão, a série Oneechanbara foi considerada “cult” e conseguiu atingir um público, na Europa isso não ocorreu. A primeira distribuição do primeiro game da série passou despercebida. Esta segunda parte teve um pouco mais de repercussão sobre tudo por parte de jogadores, mas a imprensa apenas falou, e pouco, do lançamento do game.